# (23689) Jancuypers
(23689) Jancuypers est un astéroïde de la ceinture principale.

## Description
(23689) Jancuypers est un astéroïde de la ceinture principale. Il fut découvert le 3 mai 1997 à La Silla par Eric Walter Elst. Il présente une orbite caractérisée par un demi-grand axe de 2,60 UA, une excentricité de 0,17 et une inclinaison de 9,1° par rapport à l'écliptique.